# 10704 Sidey
10704 Sidey è un asteroide della fascia principale. Scoperto nel 1981, presenta un'orbita caratterizzata da un semiasse maggiore pari a 2,8990542 au e da un'eccentricità di 0,0950235, inclinata di 2,55162° rispetto all'eclittica.